# 林锡黎
林錫黎（1918年10月19日—2009年10月4日），聖名雅各伯，中國浙江天主教永嘉教區主教，與梵蒂岡有共融關係。
1918年10月19日，林錫黎生於浙江樂清，1931年入寧波教區聖味增爵修院。1944年6月3日晉鐸，同年入讀北京的天主教輔仁大學。1948年毕业，回寧波服務。
1955年，林錫黎因反革命罪入獄劳改十六年。1971年獲釋後一邊補鞋一邊在樂清任牧靈工作。1978年專於教務。
1992年10月4日獲梵蒂岡秘密委任為永嘉教區首任正權主教，该教区自1949年从宁波教区分出，但一直没有正權主教。1998年，林躲藏起来，以逃避当局逮捕。1999年被发现并拘押，2000年起先後被軟禁在教區兩所聖堂內。晚年患老人痴呆症。2009年10月4日，林錫黎主教逝世。